# Rigspolitiet
Rigspolitiet er Politiets øverste myndighed og har som sådan det overordnede budget- og personalemæssige ansvar for ordensmagten, mens det daglige politiarbejde tilrettelægges i landets politikredse. Organisationen ledes af Rigspolitichefen. 
Rigspolitichefen fører tilsyn med politidirektørernes almindelige tilrettelæggelse af politiets arbejde og kan herom fastsætte almindelige bestemmelser.
Vedkommende er samtidig chef for Rigspolitiets 4 koncernområder og Politiets Efterretningstjeneste. De fire koncernområder er
- Politiområdet
- Koncernstyring
- Koncern HR - omfatter også Politiskolen
- Koncern IT

Samlet beskæftiger Rigspolitiet cirka 14.000 ansatte og har et samlet budget på ca. 8,6 mia. kr.